# Монлон
Монло́н (фр. Monlong, окс. Montlong) — коммуна во Франции, находится в регионе Юг — Пиренеи. Департамент — Верхние Пиренеи. Входит в состав кантона Кастельно-Маньоак. Округ коммуны — Тарб.
Код INSEE коммуны — 65316.

## География

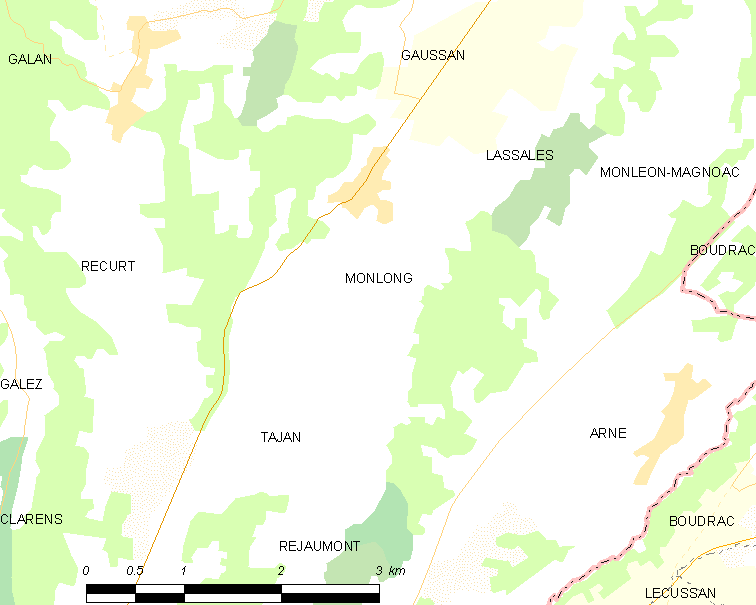
Карта коммуны

Коммуна расположена приблизительно в 650 км к югу от Парижа, в 95 км юго-западнее Тулузы, в 32 км к востоку от Тарба.
По территории коммуны протекают реки Жер и Соль.

## Климат
Климат умеренно-океанический с солнечной тёплой погодой и обильными осадками на протяжении практически всего года.

## Население
Население коммуны на 2010 год составляло 108 человек.
| 1962 | 1968 | 1975 | 1982 | 1990 | 1999 | 2010 |
| ---- | ---- | ---- | ---- | ---- | ---- | ---- |
| 172  | 152  | 163  | 147  | 119  | 108  | 108  |

## Администрация
| Период | Период | Фамилия      | Партия | Примечания |
| ------ | ------ | ------------ | ------ | ---------- |
| 2001   | 2014   | Мишель Касте |        |            |
| 2014   | 2020   | Мишель Фис   |        |            |

## Экономика
В 2010 году среди 61 человека трудоспособного возраста (15-64 лет) 39 были экономически активными, 22 — неактивными (показатель активности — 63,9 %, в 1999 году было 61,4 %). Из 39 активных жителей работали 32 человека (16 мужчин и 16 женщин), безработных было 7 (2 мужчин и 5 женщин). Среди 22 неактивных 6 человек были учениками или студентами, 11 — пенсионерами, 5 были неактивными по другим причинам.